# Javier Sanjuán
Javier Sanjuán Arantegui (Saragozza, 23 luglio 1939 – Barcellona, 26 giugno 2021) è stato un cestista spagnolo.

## Carriera
Con la Spagna ha disputato i Campionati europei del 1961.